# The Review of Economics and Statistics
The Review of Economics and Statistics (REST oder REStat) ist eine wirtschaftswissenschaftliche Fachzeitschrift, die vom Verlag MIT Press an der Kennedy School of Government der Harvard University vierteljährlich herausgegeben wird. Der Schwerpunkt der Zeitschrift liegt auf der Publikation von Artikeln zur (insbesondere quantitativen) Anwendung von Volkswirtschaftslehre.
Chefredakteure sind aktuell (2015) die Ökonomen Amitabh Chandra, Yuriy Gorodnichenko, Bryan S. Graham, Emir Kamenica, Amit K. Khandelwal, Asim Ijaz Khwaja und Brigitte C. Madrian. Chandra und Khwaja teilen sich den Vorsitz. Sie werden unterstützt von sogenannten associate editors.

## Geschichte
Die Review of Economics and Statistics wurde 1917 erstmals herausgegeben und hat seitdem einige der einflussreichsten Artikel der modernen Volkswirtschaftslehre enthalten. Zu den Redakteuren der Review of Economics and Statistics gehörten viele renommierte Ökonomen wie z. B. Esther Duflo (M.I.T.) oder Dani Rodrik (Harvard University).

## Rezeption
In einer Studie von Kalaitzidakis et al. (2003) belegte die Review of Economics and Statistics Platz 13 von 159 ausgewerteten Publikationen, konnte sich jedoch in einer aktualisierten Studie von Kalaitzidakis et al. (2011) auf Platz 7 von 209 verglichenen Publikationen steigern. Im wirtschaftswissenschaftlichen Publikationsranking des Tinbergen-Instituts an der Universität Amsterdam wird die Review of Economics and Statistics in der Kategorie A („sehr gute allgemeine wirtschaftswissenschaftliche Fachzeitschriften und Spitzenzeitschriften im jeweiligen Fachgebiet“) geführt. Eine weitere Studie der französischen Ökonomen Pierre-Phillippe Combes und Laurent Linnemer listet das Journal mit Rang 8 in die zweitbeste Kategorie AAA ein.